# 岩淵悦太郎
岩淵 悦太郎（いわぶち えつたろう、1905年12月14日 - 1978年5月19日）は、日本の国語学者。専門は音韻史。

## 人物
福島県白河市出身。京北中学校、旧制静岡高等学校、東京帝国大学文学部を卒業。第一高等学校教授を経て、国立国語研究所の所長を務めた。「岩波国語辞典」（共編）などで知られる。国語学者の岩淵匡は実子。

## 著書
出典：「岩淵悦太郎略年譜ならびに著述目録」

### 単著
- 国語概説 師範学校教科書 1948
- 新しい口語文法 新日本辞書出版社 1948
- 新漢字辞典 大日本図書 1958.9
- 大日本図書国語辞典 1963
- 国語の力を増しましょう 日本リーダーズダイジェスト社 1963
- 現代の言葉 正しい言葉づかいと文章 講談社ミリオン・ブックス 1965
- 「現代日本語 - ことばの正しさとは何か」1970年 筑摩書房
- 「国語の心」1973年 毎日新聞社
- 語源散策  毎日新聞社 1974　のち河出文庫
- 語源のたのしみ 1-5 毎日新聞社 1975-77　のち河出文庫
- 国語史論集 筑摩書房 1977.10
- 「日本語を考える」講談社学術文庫、1977年
- 「日本語対談」1978年 筑摩書房
- 「言葉を考える - 日本語を動かすものは何か」1990年 創拓社

### 共編著
- これからの国語 当用漢字現代かなづかいの研究 釘本久春,宮本敏行共著 誠文堂新光社 1947
- 新輯國文學 關宦市,鶴見誠,丸野彌高共編 雪溪書房 1948.12
- 圖表國文法 昭和23年版 武藏野書院 1948.5
- ことばの現代風景 筑摩書房 1955
- 雨月物語の解釈と文法 宮本三郎共著 明治書院 1957 3
- 広報のはなしことば 宮地裕共著 警察図書出版 1959
- 悪文 日本評論新社 1960
- 話し聞く　日本評論新社 1961
- 岩波国語辞典 西尾実共編 岩波書店 1963
- 名づけ 柴田武共著 筑摩書房 1964
- 幼児言語教育法 村石昭三共編 東京書籍 1971
- 新・日本語講座 4  日本語の歴史 飛田良文共編 汐文社 1975
- 新・日本語講座 1 現代日本語の単語と文字 西尾寅弥共編 汐文社 1975
- 幼児の用語 用例集 村石昭三共編 日本放送出版協会 1976
- 表記・文法指導事典 藤原宏共編 第一法規出版 1977.11